# Jaguar Cars
Јагуар аутомобили (енгл. Jaguar Cars) британски је мултинационални произвођач луксузних и спортских аутомобила са седиштем у Ковентрију, у Енглеској.
Фирму су 1922. године основали Вилијам Лајонс и Вилијам Волмсли под именом Сволоу Сајдкар компани (Swallow Sidecar Company), а данашњи назив је добила после Другог светског рата због скраћенице СС (SS), која је током рата постала непопуларна.
Јагуар од 2010. године испоручује специјалне верзије аутомобила за британског премијера, али и за краљицу Елизабету II и принца Чарлса.

## Историја
Компанија је почела са радом као произвођач приколица за мотоцикле, али је 1932. године у сарадњи са компанијом Стандард мотор компани произвела свој први модел под називом SS 1. Године 1935, компанија представља моделе SS 90 и SS 100.
Почетком четрдесетих година 20. века, Јагуар је започео производњу луксузних аутомобила високих перформанси. Међутим, због предстојећег рата, компанија се вратила изградњи приколица, али овај пут за војску. Током рата, Јагуар је успео да направи шестоцилиндрични мотор који је користио познати модел XK120 из 1948. године. Након рата, Јагуар је почео да се суочава са новчаним потешкоћама, а посао није ишао добро. У настојању да компанија стане на ноге, Јагуар је продао производни погон Motor Panels стечен тридесетих година. Новац је помогао компанији да доврши модел XK120. Првобитно, Јагуар је намеравао да произведе само 200 модела XK120, али је потражња за овим моделом била велика, па је тако Јагуар присилила да се припреми за масовну производњу. На основу XK120, 1954. године настаје модел XK140, а 1957. године модел XK150 (у купе верзијама). Тих година компанија улаже више од милион фунти за модел 2.4 марк 1, а 1959. године долази модел марк 2 који је произведен у 123.000 примерака. Први револуционарни потписани Јагуар аутомобил је КСК120 из 1948.: отварање са 3.4 линијским шестоцилиндричним мотором који омогућава ово спортско убрзање до 120 мпх (193 km/h: најбржи производни аутомобил на тржишту).
Компанија 1961. године представља модел е-тајп, један од најпознатијих спортских аутомобила тог доба. Исте године Јагуар купује Дајмлер компани и произвођача камиона Guy Motors. Затим, Јагуар преузима 1963. године компанију Coventry-Climax, која је производила виљушкаре и моторе. Пошто је био забринут за будућност компаније, Вилијам Лајонс 1966. године доноси одлуку о спајању Јагуара са Бритиш мотор корпорацијом и тако стварају компанију под називом Бритиш мотор холдингс (БМХ). Међутим, британска влада је 1968. године БМХ приморала да се интегрише са компанијом Лејланд мотор, чиме је формирана нова компанија British Leyland. Међутим, спајање између компанија није се показало успешно па је 1975. године раздвојено. Јагуар постаје јавна компанија, али се недуго затим суочио са финансијским потешкоћама, делом и због повлачења оснивача Вилијама Лајонса. До 1984. године компанија је успела да се врати на тржиште, али није била у стању да импресионира као што је то чинила у прошлости. У периоду од 1984. до 1989. године компанија је била независни произвођач аутомобила. И тада је компанија имала проблема, у прилог томе иде да је било отпуштено 10.000 радника.
Кратак период независности завршава се 1989. године када Јагуара купује америчка компанија Форд. Заправо 1990, Лондонска берза уклања Јагуар са листе и тако компанија прихвата Фордову понуду и постаје део нове аутомобилске групе заједно са Ланд Ровером, Волвоом и Астон Мартином. Међутим, успоставило се да је Јагуар погрешно одлучио, јер компанија није остварила никакав профит под Фордовим власништвом. У међувремену Форд је формирао заједничко предузеће од Ланд Ровера и Јагуара, под називом Јагуар Ланд Ровер.
Године 2008. Форд је коначно одлучио да прода компанију, јер није успео остварити профит. Након десет месеци преговора са индијским произвођачем аутомобила Тата моторсом, Форд је продао Јагуар Ланд Ровер за 2,3 милијарде долара. Од тада Јагуар је на путу опоравка. Јагуар је 2010. године остварио добит од милијарду фунти, захваљујући пре свега тржиштима Кине, Северне Америке и Русије. Поред Ланд Роверовог погона у Солихалу, Јагуар има и погоне у Индији и Словачкој. Тренутно Јагуар производи моделе XE, XF, XJ, е-пејс, ф-пејс, ф-тајп и и-пејс.

## Модели

### Садашњи модели
- Јагуар XE
- Јагуар XF
- Јагуар XJ
- Јагуар е-пејс
- Јагуар ф-пејс
- Јагуар ф-тајп
- Јагуар и-пејс

## Галерија
- Јагуар XE
- Јагуар XF
- Јагуар XJ
- Јагуар ф-пејс